# Gare du port d'Odessa
La gare du port d'Odessa, (ukrainien : Одеса-Порт) est une gare ferroviaire ukrainienne située à proximité du port d'Odessa, dans l'oblast éponyme.

## Histoire
L'Etat prit la décision en 1863 de construire la ligne Odessa-Baltique. Travaux supervisés par le baron Unger-Sternberg, les travaux de la gare furent confiés au gouverneur de la région d'Odessa, le général Kotzebue. Elle a aussi porté le nom de gare de quarantaine.